# بحيرة جيتغر
بحيرة جيتغر (بالفارسية: درياچه چیتگر) هی بحيرة اصطناعية تقع غرب طهران في المنطقة 22 لبلدية طهران، وتبلغ مساحة هذه البحيرة 130 هكتاراً، وتم إنشاء مجمع ترفيهي في اليابسة المحيطة بها البالغ مساحتها 130 هكتاراً. تقع بحيرة جيتغر في شمال متنزه غابة جيتغر، شمالها طريق همت السريع، ويصل شرقها إلى طريق آزادكان السريع، ويقتصر حدها الغربي على الحي السكني للمنطقة 22 التابعة لبلدية طهران. مصدر إمداد البحيرة بالمياه هو نهر كن، وبسبب الدورة المغلقة وعزل نظام نقل المياه فيها لا تَرِد إليها أي مياه أخرى والفيضانات الموسمية كما أنها تغذي منسوب المياه الجوفية.

## تاريخها
يعود تاريخ مخطط بناء هذه البحيرة إلى تجميع المخطط الشامل الأول لمدينة طهران عام 1968، والذي تم التوقع فيه ببناء بحيرة في غرب مدينة طهران، لكن بناء هذه البحيرة ظل طي النسيان لسنوات بسبب القيود الفنية والميزانية، وبالنهاية تم إجراء دراسات مفصلة دقيقة من عام 2003 حتى عام 2010 وفي مراحل مختلفة من طرف الاستشاري وتم التحقق واستكمال الجوانب المبهمة في الخطة.

## مرافق ترفيهية
- بيئة مناسبة للسياح الإقليميين والخارجيين[4]
- المناظر الطبيعية حسب العناصر الوظيفية الداخلية والخارجية للبحيرة[4]
- ومن بين المرافق الترفيهية لهذا المجمع الجزر الترفيهية، وجزر الحياة البرية، والجزر التعليمية، ورصيف الإبحار، والحديقة المائية، ونادي الرياضات المائية، والرصيف الترفيهي، ومرافق خدمات الرعاية الاجتماعية، ومدينة الملاهي، ومرافق الإقامة.[5]
- يرجع هذا المجمع إلى قربه من منتزه غابة شيتجار، ومنتزه غابة لاتمال كين، ومنتزه غابة كوهسار، ومنتزه إيرام، ومحور جهار باغ، ومجمع آزادي الرياضي، ومدينة ألعاب هزارویک شهر، وحرم ركوب الخيل، ومنتزه طهران كاسكيد، ومنتزه جبل إيزار. ومن مرافق هذا المجمع أيضاً يمكن أن نذكر الشاطئ الحجري الذي وفر مساحة للمواطنين. يمكن رؤية هذا الشاطئ الحجري في الجزء الشمالي من البحيرة ويمكنك الذهاب بالقرب من الماء.[4]

## تأثيرات بيئيه
• بالنظر إلى موقع البحيرة واتجاه الرياح السائدة في مدينة طهران (شمال غرب - جنوب شرق)، فإن دور بحيرة تشيتجار في تكييف الهواء وزيادة نسبة الرطوبة في مدينة طهران، وخاصة في المنطقة الغربية منها، مهم.
• الآثار الإيجابية في تحسين الظروف البيئية والمناخية للمنطقة
• استيطان الطيور المهاجرة والنادرة في هذه البحيرة